# Jag är Ingrid
Jag är Ingrid (Brasil: Eu sou Ingrid Bergman ) é um documentário sueco de 2015 dirigido por Stig Björkman sobre a vida de uma das mais premiadas atrizes da história do cinema, Ingrid Bergman.

## Sinopse
O filme apresenta um material inédito como entrevistas, cartas, diários e muitas imagens realizadas por Ingrid durante toda a sua vida, revelando aspectos de sua vida familiar e amorosa e suas relações com os filhos e companheiros. Uma homenagem a uma lenda, lançada no ano do centenário de seu nascimento.

## Elenco
- Jeanine Basinger	... Ela mesma
- Ingrid Bergman	... Ela mesma (arquivo de filmes)
- Pia Lindström	... Ela mesma
- Fiorella Mariani	... Ela mesma
- Isabella Rossellini ... Ela mesma
- Isotta Rossellini	... Ela mesma (como Ingrid Rossellini)
- Roberto Rossellini	... Ele mesmo
- Liv Ullmann	... Ela mesma
- Alicia Vikander	... Ingrid Bergman (voz)
- Sigourney Weaver	... Ela mesma

## Lançamento
Um vídeo promocional do documentário foi exibido no European Film Market, em Berlim, mas foi lançado oficialmente em maio de 2015 no Festival de Cannes, como parte das celebrações do centenário de nascimento da atriz.

## Recepção
O Estado de S. Paulo comentou que "O retrato que [Stig] Björkman propõe e apresenta pode não ser completo nem o mais acurado. Mas vale viajar nessas imagens e palavras. O efeito, com frequência, é mágico".

## Premiações e Indicações
| Ano  | Cerimônia          | Prêmio                                       | Resultado |
| ---- | ------------------ | -------------------------------------------- | --------- |
| 2015 | Festival de Cannes | Golden Eye - Menção Especial (Stig Björkman) | Venceu    |